# Colostygia gerda
Colostygia gerda är en fjärilsart som beskrevs av Karl Schawerda 1927. Colostygia gerda ingår i släktet Colostygia och familjen mätare. Inga underarter finns listade i Catalogue of Life.